# Quai Aimé-Césaire
Quai Aimé-Césaire je nábřeží nacházející se v Paříži v 1. obvodu na pravém břehu Seiny.

## Poloha
Nábřeží vede mezi řekou a Tuilerijskými zahradami. Provoz je zde jednosměrný ze západu na východ a automobily na konci nábřeží vjíždějí do tunelu Tuileries.
Nábřeží vede mezi mosty Royal a Passerelle Léopold-Sédar-Senghor. Začíná na úrovni Avenue du Général-Lemonnier, kde proti proudu navazuje Quai François-Mitterrand a končí u Passerelle Léopold-Sédar-Senghor, odkud dále pokračuje Quai des Tuileries.

## Historie
Až do Prvního císařství byla silnice, která vedla podél Tuilerijských zahrad na jih, jen polní cestou. Silnice byla v roce 1806 upravena a vydlážděna.
Dne 26. června 2013 byla na části Quai des Tuileries slavnostně otevřeno nové nábřeží, které bylo pojmenováno na počest spisovatele Aimé Césaira (1913-2008).

## Významné stavby
- Na křižovatce s Avenue du Général-Lemonnier, na rohu Tuilerijkých zahrad se na podstavci nachází socha sfingy, zvaná Sevastopolská sfinga. Je vyrobena z mramoru, 1,4 m vysoká, 0,7 m široká a 1,8 m hluboká. Byla objednána a v roce 1845 vyrobena z kararského mramoru. Původně byla součástí dvojice sfing, které byly umístěny na stranách vnějšího schodiště námořní knihovny v Sevastopolu na Krymu. Po obléhání Sevastopolu se jich v rámci vítězné krymské války zmocnil generál Aimable Pélissier. Po přivezení do Francie byly nejprve vystaveny v asyrském oddělení muzea Louvre, ale kurátor Adrien Prévost de Longpérier je vyhodnotil jako příliš moderní a nevhodné a vyžádal si jejich přemístění. V roce 1856 byly umístěny před Orangerie spolu s další vojenskou kusy kořistí a poté přeneseny dovnitř budovy během návštěvy cara Alexandra II. na světové výstavě v roce 1867. Během Druhého císařství sochy mezi lety 1865-1867 přemístil architekt Hector-Martin Lefuel před Pavillon de Flore, kde stály proti sobě, a rámovaly bránu u vstupu do soukromých zahrad Tuilerijského paláce. V roce 1877 z důvodu vytvoření rue des Tuileries (dnešní avenue du Général-Lemonnier), byla vystavená sfinga přesunuta dále na západ. Při osvobozování Paříže v roce 1944 se na ni střílelo, stopy jsou dodnes patrné. Během projektu Grand Louvre v roce 1986 byla druhá socha na východní straně silnice přemístěna.